# 2013 JD65
2013 JD65, também escrito como 2013 JD65, é um objeto transnetuniano que está localizado no Cinturão de Kuiper, uma região do Sistema Solar. Este corpo celeste é classificado como um plutino, pois, o mesmo está em uma ressonância orbital de 2:3 com o planeta Netuno. Ele possui uma magnitude absoluta de 8,2 e tem um diâmetro estimado de 101 km.

## Descoberta
2013 JD65 foi descoberto no dia 7 de maio de 2013 pelo Outer Solar System Origins Survey.

## Órbita
A órbita de 2013 JD65 tem uma excentricidade de 0,097 e possui um semieixo maior de 39,517 UA. O seu periélio leva o mesmo a uma distância de 35,689 UA em relação ao Sol e seu afélio a 43,345 UA.